# Julius Friedländer (numismatiker)
 Der er flere personer med dette navn, se Julius Friedländer.
Eduard Julius Theodor Friedländer (25. juli 1813 i Berlin — 14. april 1884) var en tysk numismatiker.
Efter studier og rejser blev han 1840 knyttet til samlingen af antikke mønter i Berlin og i 1854 dens direktør. Under ham udvidedes samlingen betydeligt, bl.a. 1873 ved køb af general Fox' samling fra London, og 1875 grev Prokesch' samling i Graz. Blandt hans skrifter er Die Münzen der Ostgothen (1844); Die Münzen der Vandalen (1849); Die oskischen Münzen (1850) og Die italienische Schaumünzen des 15. Jahrhunderts, 4 hæfter (1880—82).